# Molek
Molek je priimek več znanih Slovencev:
- Amalia Pérez Molek, argentinska slikarka in grafičarka
- Ivan Molek (1882—1962), pesnik, pisatelj, prevajalec, urednik in novinar
- Jakob Molek - Mohor (1914—1945), partizan, narodni heroj
- Jože Molek - Puntar (1911—1969), partizan prvoborec
- Mary Molek (1909—1982), ameriška pisateljica, pesnica in prevajalka slovenskega rodu
- Nadia Molek (*1979), sociokulturna antropologinja slovensko-argentinskega rodu
- Oscar Molek/Oskar Molek (*1950), argentinski Slovenec, fotograf in publicist (etnolog)